# Jacques de Fariaux

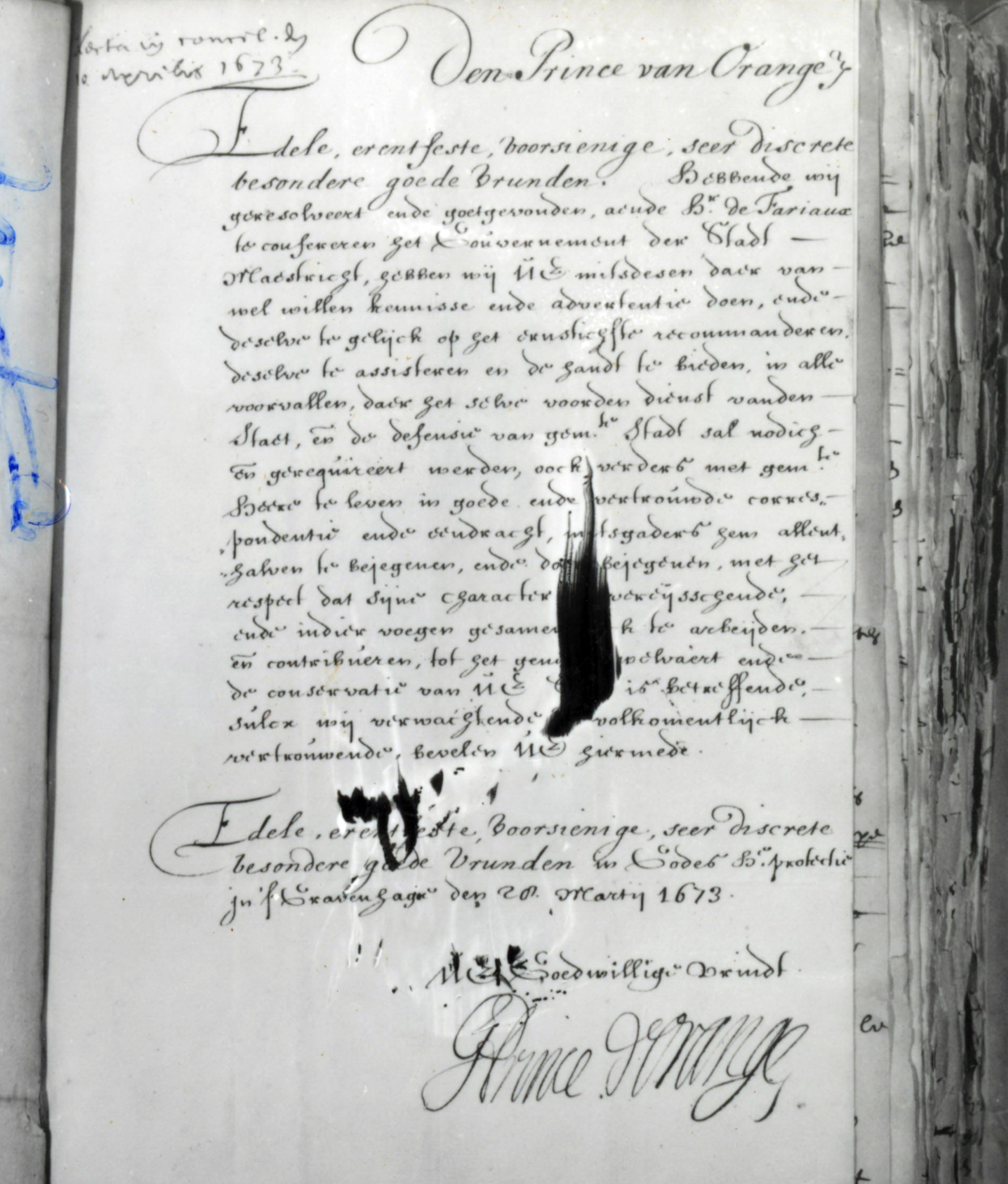
Commissiebrief waarin generaal-majoor Jacques de Fariaux door prins Willem III wordt benoemd tot gouverneur van Maastricht

Jacques de Fariaux, baron van Maulde (Bergen, 8 januari 1627 - Aat, 26 april 1695) was een edelman en militair afkomstig uit de Zuidelijke Nederlanden van de 17e eeuw. Hij was gouverneur van Maastricht in 1673, waar hij bijna één maand stand wist te houden tegen de Fransen tijdens het Beleg van Maastricht.

## Levensloop
In 1656 is hij aanwezig bij het Beleg van Valencijn. Vanaf 1662 is hij mee op expeditie in Portugal onder markies Luis de Benavides Carillo in Spaanse dienst, waar hij op 17 juni 1667 aanwezig was bij de Slag bij Montes Claros. Hij maakte een voorspoedige militaire loopbaan door, zo werd hij kolonel van een infanterie en later generaal van een bataljon.
Willem III van Oranje benoemde hem op 28 maart 1673 tot gouverneur van Maastricht, waarbij hij de stad hetzelfde jaar moest verdedigen tegen Lodewijk XIV van Frankrijk. Hij kwam daardoor in Staatse dienst en had 6.000 krijgsmannen tot zijn beschikking met Joan van Pfaffenrode als zijn rechterhand die commandant van Wyck was. Op 1 juli 1673 gaf hij de stad over aan de Fransen en verliet hij de volgende dag met zijn overgebleven militairen de stad in de richting van Den Bosch. Een Franse gouverneur, Godefroi d'Estrades, nam het bestuur in de stad over. 
In 1674 was Fariaux in Amsterdam. In 1679 werd hij door Karel II van Spanje tot ridder in de Orde van het Gulden Vlies verheven en nam zitting in zijn Krijgsraad. Hij werd ook tot burggraaf van Maulde benoemd, waarvan hij al baron was.
Vanaf 1691 is hij gouverneur van Aat waar hij op 68-jarige leeftijd overleed. Hij werd er in de Sint-Julianuskerk begraven.
- Biografisch Portaal: 31355952
- Digitale Bibliotheek voor de Nederlandse Letteren: fari001
- Système universitaire de documentation: 236191896
- Virtual International Authority File: 5781156012413549700008